# Instructeur de locomotion

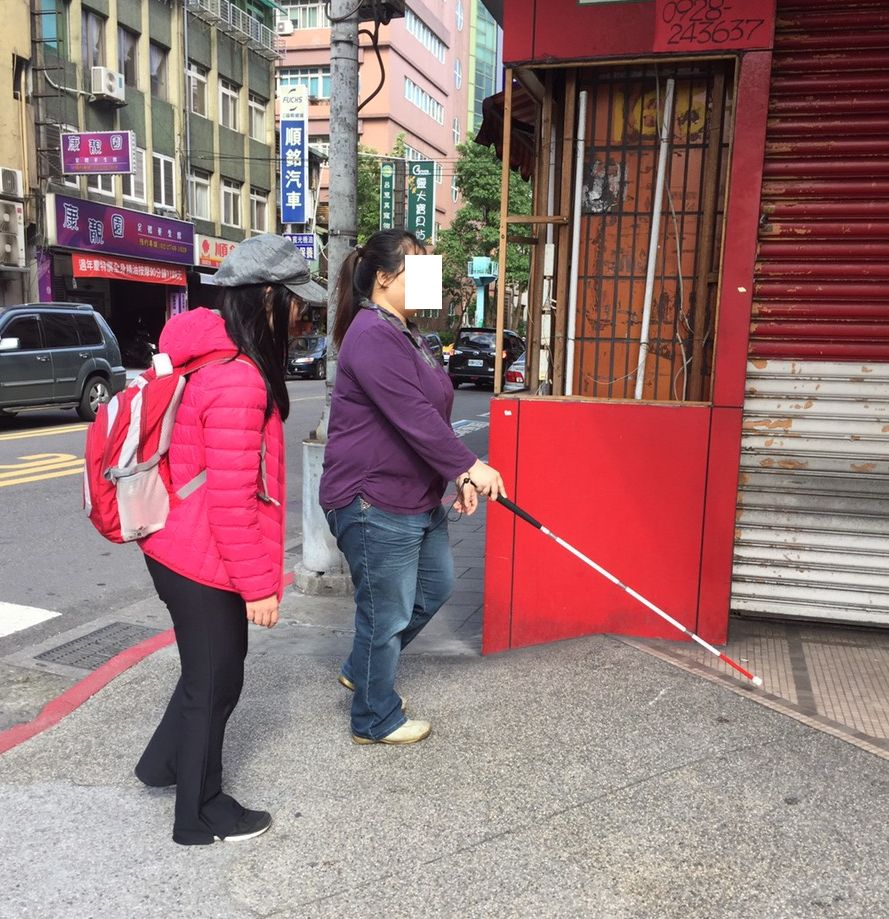
Une personne malvoyante en train d'apprendre à se servir d'une canne blanche avec son instructrice.

Les instructeurs et instructrices de locomotion accompagnent les personnes en situation de déficience visuelle s'orienter et se déplacer, notamment en milieu urbain.